# Ophelia translucens
Ophelia translucens är en ringmaskart som först beskrevs av Katzmann 1973.  Ophelia translucens ingår i släktet Ophelia och familjen Opheliidae. Inga underarter finns listade i Catalogue of Life.